# Cukrówka
Cukrówka [t͡suˈkrufka] est un village polonais de la gmina de Chlewiska, du powiat de Szydłowiec et dans la voïvodie de Mazovie dans le centre-est de la Pologne.
Il est situé à environ 6 kilomètres au nord-est de Chlewiska, 7 kilomètres au nord-ouest de Szydłowiec et à 105 kilomètres au sud de Varsovie.
Sa population compte 265 habitants en 2008.